# Gymnasium am Augarten

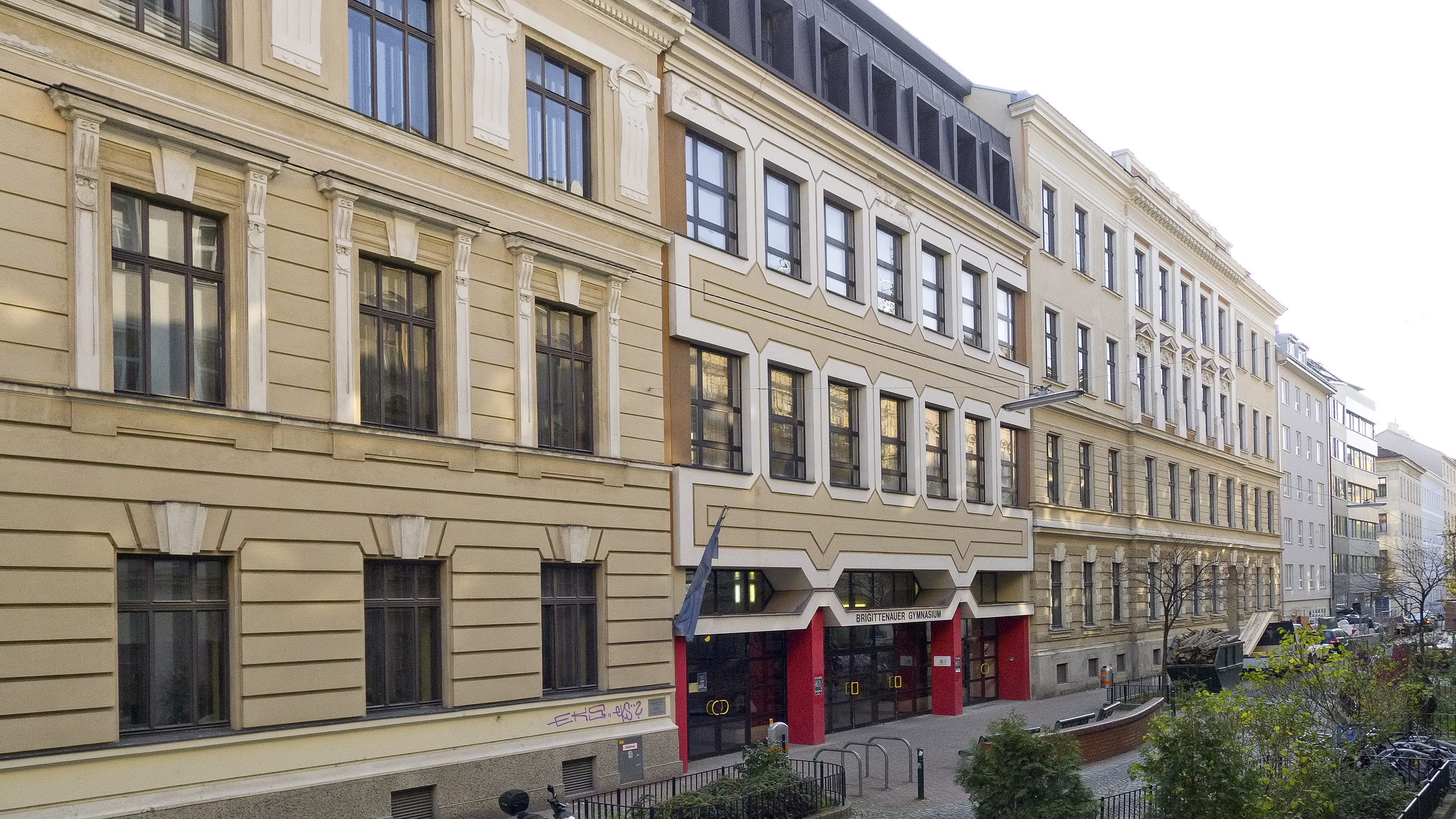
Eingang Karajangasse

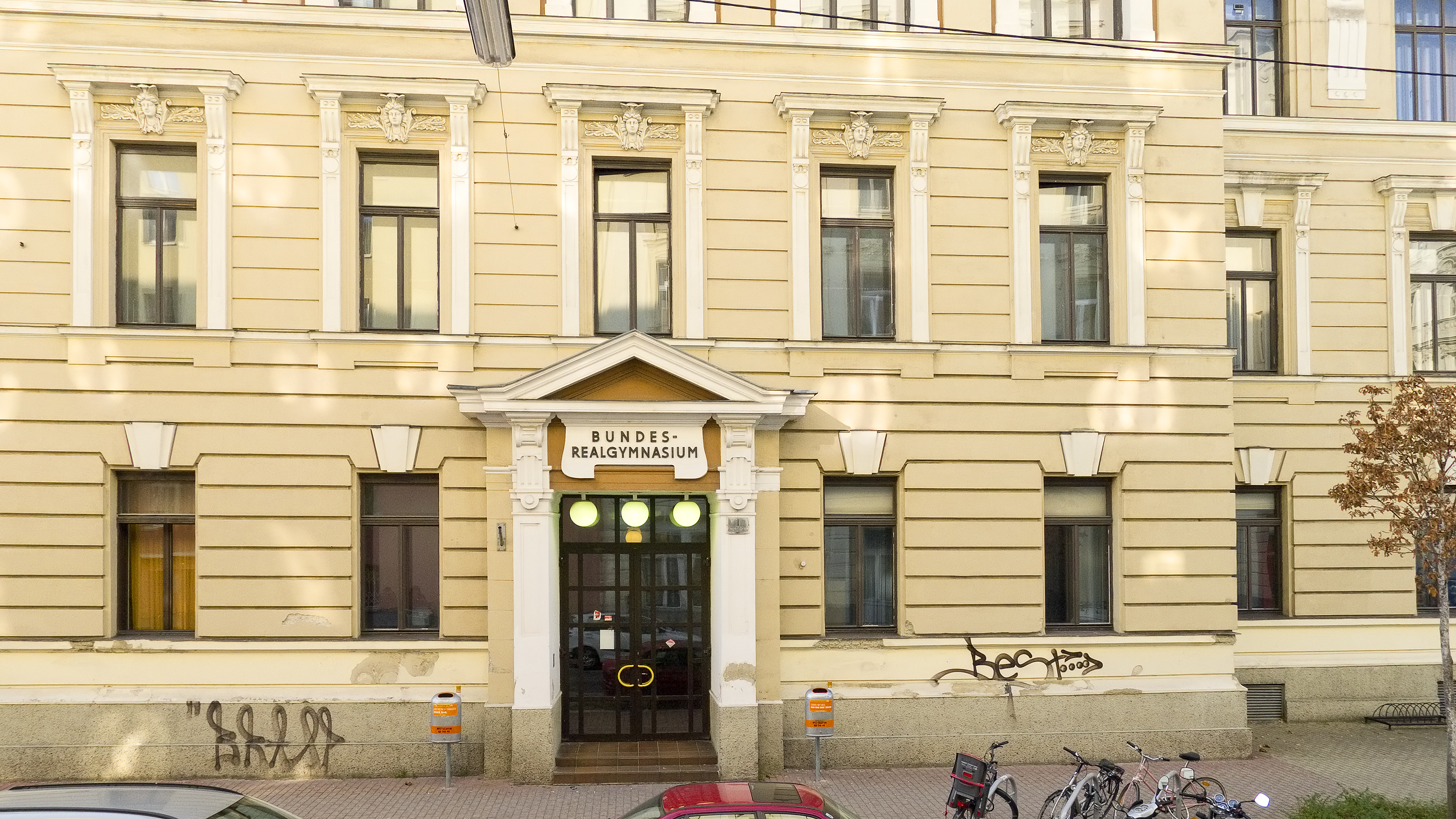
Eingang Unterbergergasse

Das Gymnasium am Augarten (früher Brigittenauer Gymnasium), auch Bundesgymnasium, Realgymnasium und Oberstufenrealgymnasium 20, ist eine Allgemeinbildende Höhere Schule im 20. Wiener Gemeindebezirk Brigittenau.

## Schulformen

### Gymnasiale Langform (5.–12. Schulstufe)
Ab dem ersten Schuljahr werden spezielle Klassen für Leistungssportler angeboten. In der dritten Klasse beginnt die Ausbildung im Gymnasium-Zweig (Sprachunterricht wahlweise in Französisch oder Latein) bzw. Realgymnasium-Zweig (mit Unterricht in Geometrischem Zeichnen sowie Werkerziehung). In der Oberstufe ist im Gymnasialzweig die Fremdsprache zu wählen, die in der Unterstufe abgewählt wurde.

### Oberstufenrealgymnasium (8.–12. Schulstufe)
Für Absolventen der Mittelschulen werden vier verschiedene Ausbildungszweige angeboten:
- Naturwissenschaften („Science School ORG“)[1]
- Bildnerisches Gestalten und Werkerziehung (Kunst & Design ORG)[2]
- Instrumentalmusik, Informations- und Kommunikationstechnologie („Audio ORG“)[3]
- Oberstufenrealgymnasium für Leistungssportler (Leistungssport ORG)[4]

Schüler, welche die Aufnahmekriterien für die Oberstufe nicht erfüllen, werden in Übergangsklassen darauf vorbereitet.

## Geschichte
Das Gymnasium am Augarten wurde 1875 als Brigittenauer Gymnasium und k. k. Staats-Unterrealschule gegründet und 1900 an den Standort Karajangasse/Unterbergergasse verlegt. Nach dem Anschluss Österreichs an das nationalsozialistische Deutsche Reich, war in der Schule ein Kerker untergebracht. Alle jüdischen Schüler wurden im Jahr 1938 in „jüdischen Klassen“ separiert. Im darauffolgenden Jahr wurde den jüdischen Schülern keine Fortsetzung ihrer Schullaufbahn erlaubt, viele wurden Opfer des Holocaust. Heute gibt es im Keller der Schule eine Gedenkstätte für die Opfer des Nationalsozialismus.

### Gedenkstätte
Seit Mai 1999 gibt es in den Kellerräumen des Gymnasiums am Augarten auf einer Fläche von 200 m² zwei zeitgeschichtliche Ausstellungen zu sehen: die Ausstellung „Als Schulen zu Gefängnissen wurden“, gestaltet von Schülern und Schülerinnen des Gymnasiums sowie „Die verlorene Insel“, gestaltet vom Kulturverein Aktionsradius Wien.
Die Gedenkstätte kam auf Initiative dieser beiden Institutionen zustande. Der Standort hat einen historischen Bezug – in der ehemaligen Volksschule wurde 1938 ein Gestapo-Gefängnis eingerichtet. Die Häftlinge wurden hier bis zu ihrem Transport in die Konzentrationslager zu Hunderten in den Klassenräumen eingepfercht – unter ihnen Bruno Kreisky und Fritz Grünbaum. Ein Raum in der Ausstellung ist diesem Kapitel des Schulgebäudes gewidmet. Man kann in der Ausstellung auch die Ergebnisse eines Schulprojekts sehen, das sich mit der Erforschung der Lebensgeschichten der über 350 ehemaligen vertriebenen jüdischen Schüler und Schülerinnen des Gymnasiums befasst. Eine Mappe mit 60 Briefen aus aller Welt zeugt von den schrecklichen Tagen nach dem Anschluss und der Zeit danach für die Betroffenen. Weitere Räume befassen sich mit den innenpolitischen Bedingungen für den Anschluss und weiteren Dimensionen des Nationalsozialismus. In der Gedenkstätte kann man auch Aufzeichnungen lesen, die von Volksschulkindern während der NS-Zeit geschrieben wurden und für die Zeit typisch propagandistischen Inhalt wiedergeben.
Das Projekt zeigt Möglichkeiten auf, wie Schüler, anknüpfend an ihren Wohnbezirk und ihre Schule, zu einer Auseinandersetzung mit dem Nationalsozialismus motiviert werden können. In vielen Medien wurde von dieser bleibenden Dokumentation jugendlichen Engagements berichtet, da die Schule eine der ersten war, die sich mit der nationalsozialistischen Vergangenheit der eigenen Schule und der Vertreibung ihrer jüdischen Schüler auseinandersetzte.
Am 5. Mai 2009 wurde das Gymnasium aus Anlass des zehnjährigen Bestehens der Gedenkstätte in den Kreis der UNESCO-Projektschulen aufgenommen.